# رایان آرونین
رایان آرونین یک پزشک داخلی جامعه پزشکی آمریکا در دانشکده پزشکی دیوید گوفن در دانشگاه کالیفرنیا، لس آنجلس است. آرونین تومور مغزی را در ماریا منونوس تشخیص داد. او دارای مجوز برای درمان پزشکی در کالیفرنیا و نیویورک است. وی همچنین عضو هیئت مدیره پزشکی داخلی آمریکا است.

## انتشارات
- Aronin R, Park KW (2017). "Management of Diffuse Pulmonary Coccidioidomycosis in End Stage Renal Disease". Proceedings of UCLA Healthcare. 21. Archived from the original on 10 November 2017. Retrieved 10 November 2017.